# Stortannsjön
Stortannsjön är en sjö i Sollefteå kommun i Ångermanland och ingår i Ångermanälvens huvudavrinningsområde. Sjön har en area på 2,82 kvadratkilometer och ligger 194 meter över havet. Sjön avvattnas av vattendraget Tannån.

## Delavrinningsområde
Stortannsjön ingår i det delavrinningsområde (701656-159540) som SMHI kallar för Utloppet av Stortannsjön. Medelhöjden är 224 meter över havet och ytan är 13,24 kvadratkilometer. Räknas de 3 avrinningsområdena uppströms in blir den ackumulerade arean 32,08 kvadratkilometer. Tannån som avvattnar avrinningsområdet har biflödesordning 3, vilket innebär att vattnet flödar genom totalt 3 vattendrag innan det når havet efter 27 kilometer. Avrinningsområdet består mestadels av skog (74 procent). Avrinningsområdet har 2,82 kvadratkilometer vattenytor vilket ger det en sjöprocent på 21,3 procent.